# Ерменегільдо Бустос
Ерменегільдо Бустос (ісп. José Hermenegildo de la Luz Bustos Hernández; 13 квітня 1832, Пуісіма-дель-Рінкон — 28 червня 1907, Пуісіма-дель-Рінкон) — мексиканський художник, відомий переважно своїми портретами, хоча також створював релігійні картини та натюрморти.

## Біографія
Ерменегільдо Бустос народився в релігійній католицькій родині, яка походила від індіанців, що були приєднані до місії. Попри те, що він виріс у невеликому селищі, його юність була сповнена буремними подіями того часу, включаючи епідемію холери, *La Desamortización* (реформи землеволодіння) та формування мексиканської нації.
Наслідуючи батька, Бустос працював у селищі як реєстратор, записуючи імена, дати та події. Протягом свого життя він також працював ковалем, кравцем, теслею, музикантом і каменярем, а також виявляв інтерес до історії та астрономії. Крім того, більшу частину свого життя він доглядав за садом.
Єдиною його формальною художньою освітою було шестимісячне навчання у Хуана Непомуцено Еррери (1818—1878), портретиста з Леона, що, як здавалося, мало мало результатів і він поводився з Бустосом як з прислужником. Перша відома картина Бустоса була створена в 1850 році, коли йому було вісімнадцять років, і це був портрет священика Вісенте Арріаги. У 1852 році він написав посмертний портрет свого батька, який помер у 1851 році.
Протягом наступних кількох років Бустос створював повні серії портретів усіх значних родин своєї місцевості. У 1854 році він одружився. У 1858 році Пуісіма приймала президента Беніто Хуареса, який на два тижні встановив свою резиденцію в селищі, і Бустос був обраний для написання його портрета (тепер втраченого).
Його власний автопортрет був написаний лише в 1901 році. Для цього випадку він самостійно виготовив свій костюм, на якому були написані слова: «Ерменегільдо Бустос, індіанець з цього селища Пуісіма-дель-Рінкон, народився 13 квітня 1832 року». Його картини часто підписувалися на звороті фразою *Hermenegildo Bustos de aficionado pintó* (намальовано аматором).
Також йому приписують створення кількох скульптур у селищі, серед яких «Ecce Homo» та «Virgen de los Dolores».
Після Мексиканської революції культурну спадщину країни було переоцінено, і роботи Бустоса набули більшої популярності. Його творчість привернула значну увагу в книзі *Pintura Mexicana* Роберто Монтенегро. У 1940 році його згадували в каталозі виставки *"Двадцять століть мексиканського мистецтва"* в Музеї сучасного мистецтва в Нью-Йорку. Його роботи також виставлялися в Парижі (1952), Лондоні (1953) та Токіо (1955). У 1956 році частину муніципалітету було перейменовано на «Пуісіма-де-Бустос» на його честь. Відомий мексиканський письменник Октавіо Паз написав про Ерменегільдо Бустоса в 1985 році.

## Творчість
Бустос створював численні портрети своїх сучасників, серед яких:
- Портрет Жоакіни Ріос де Бустос
- Сімейний портрет
- Портрет Феліпе Лопеса (1887)
- Портрет Ісуса Муньйоса (1867)
- Портрет Алехандри Аранди (1871)
- Натюрморт з фруктами, скорпіоном та жабою (1874)
- Портрет священика (1854)